# 裴諗
裴谂（?—?），唐河东闻喜（今山西闻喜县）人，裴度之子，以父荫累官考功员外郎。
历官翰林学士、工部侍郎、太子少师、上柱国，封河东郡公。黄巢入長安，僖宗出逃，裴谂等藏匿民间，被搜出。拒不受官職，與豆盧瑑、崔沆、于琮、刘邺、李汤等皆守節，被殺。
子裴沼，字化龙。